# Marché de Sant'Ambrogio (Florence)
Le Marché de Sant'Ambrogio est un marché situé piazza Ghiberti, à Florence.

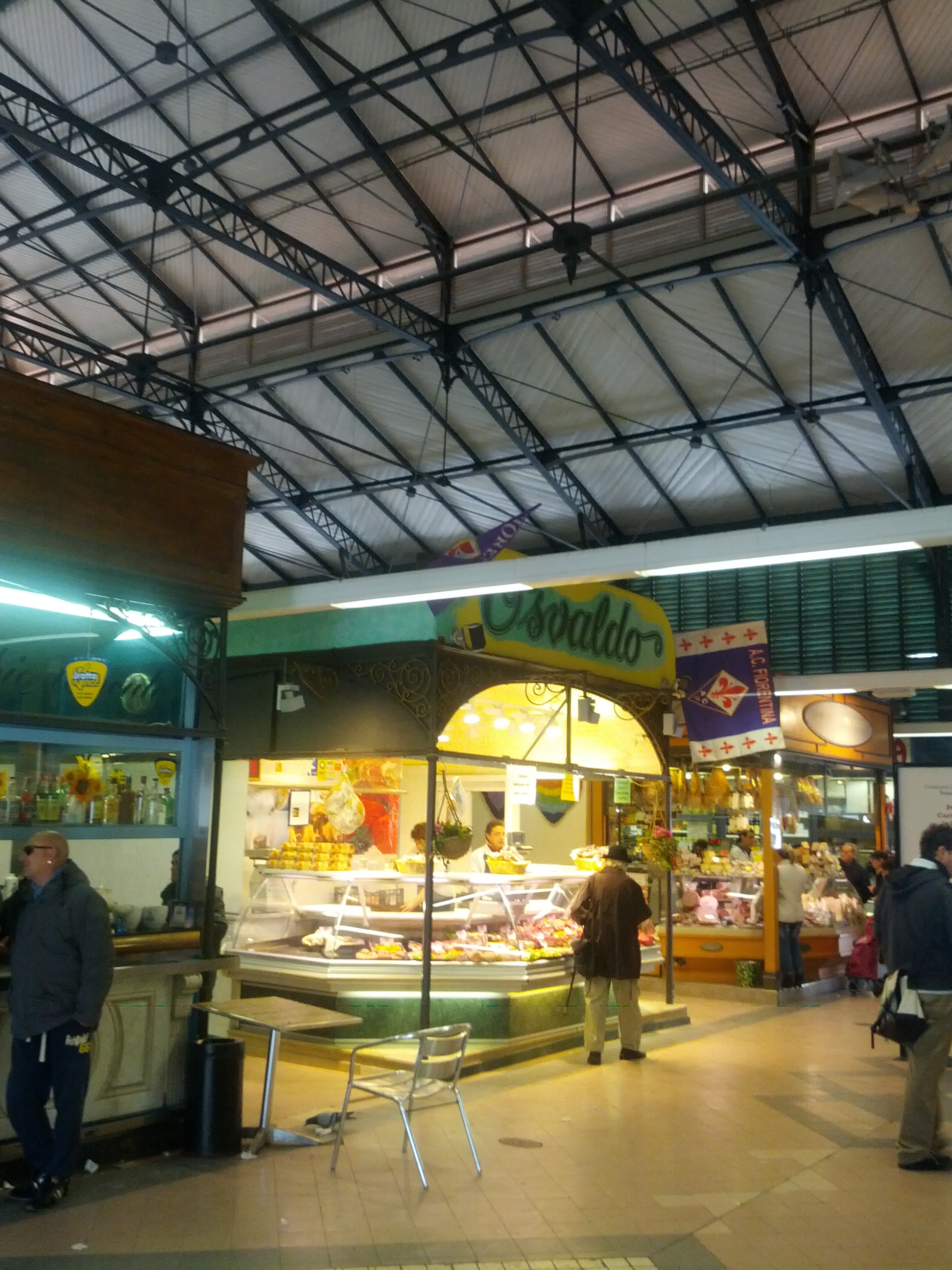
Intérieur du marché

## Histoire
Les projets de développement urbain de Giuseppe Poggi prévoyaient, après la destruction du Vieux Marché, la création de trois plus modernes constructions dans plusieurs endroits du centre historique: le Marché de San Lorenzo, le marché Sant'Ambrogio et le marché de San Frediano, ce dernier n'ayant jamais été réalisé. Pour le marché de Sant'Ambrogio, cela devait conduire à fusionner les activités de marché de la piazza San Pier Maggiore.
Sur la piazza Ghiberti fut donc construit un marché stable en fer et verre par Giuseppe Mengoni, qui avait également conçu le marché Central, bien que celui-ci soit beaucoup plus petit. Le marché a ouvert en 1873. 
En dépit de la perte en 1955 du rôle du marché en général à la suite de la construction du nouveau marché de fruits et légumes dans le quartier de Novoli, le pavillon continue de jouer un rôle vital dans la vente (et pas seulement les fruits et les légumes) pour la population résident dans le quartier. En 1984 une opération de restructuration et de consolidation a eu lieu, ce qui était nécessaire en raison du mauvais état des structures métalliques.

## Description
Le marché a lieu tous les matins (sauf jours fériés) et le mercredi et vendredi jusqu'à 19 h 00, et abrite, pendant l'ouverture, des stands de vêtements et de nourriture, et à la fermeture, d'autres commerces alimentaires et points de restaurations.
Il s'agit d'un marché couvert métallique typique de la fin du XIXe siècle. Les murs extérieurs sont en maçonnerie, divisés par une série de colonnes de fer. Le toit du pavillon, également fait de d'acier, comporte des grilles pour permettre la ventilation de l'ensemble.